# Église Saint-Grégoire de Vernosc-lès-Annonay
 (mars 2018).
L'église Saint-Grégoire le Grand est érigée dans la commune de Vernosc-lès-Annonay, département de l'Ardèche en région Auvergne-Rhône-Alpes. Son architecture de style néogothique est l'œuvre de l’architecte de Tournon-sur-Rhône Besset. L'édifice est situé au cœur du chef-lieu de la commune.

## Historique
- 805 : Première mention écrite d’une église à Vernosc.
- 1040 : Mention écrite de l’église.
- 1332 : Autre mention écrite de l’église.
- 1665 - 1699 : Travaux de remaniement dans l’église.
- 1793 : Fermeture de l’église au culte.
- 1794 : Des paroissiens cachent des prêtres réfractaires… La communauté locale des sœurs de Saint-Joseph accueille le Père Barthélémy Montblanc. S’ensuivent leur arrestation et exécution à Privas (18 thermidor - 5 août 1794).
- 1800 - 1802 : Un séminaire clandestin fonctionne à proximité de l’église. Mgr Charles François d'Aviau du Bois de Sanzay (1736-1826), archevêque de Vienne préside au moins trois cérémonies clandestines d’ordination et de confirmation.
- 1802 : Réouverture officielle au culte : l’église demeure paroissiale dans le cadre de la mise en place de l’organisation temporelle concordataire.
- 1826 : Constitution du cadastre « napoléonien » de Vernosc. L’église apparait sur le plan. Elle est entourée par le cimetière communal. De cet édifice subsiste en 2014, le chœur qui a longtemps servi de mairie après réaménagement.
- 1838 : Bénédiction et installation d’une cloche.
- 1881 : Constat par le conseil municipal de Vernosc de l’état irréparable de l’église du village et décision de procéder à une reconstruction en partie sur le même emplacement (7 août).
- 1882 : Début des travaux de reconstruction (dernier trimestre).
- 1885 : Ouverture au culte (début d’année).
- 1895 - 1897 : Construction du clocher et achèvement de l’église.

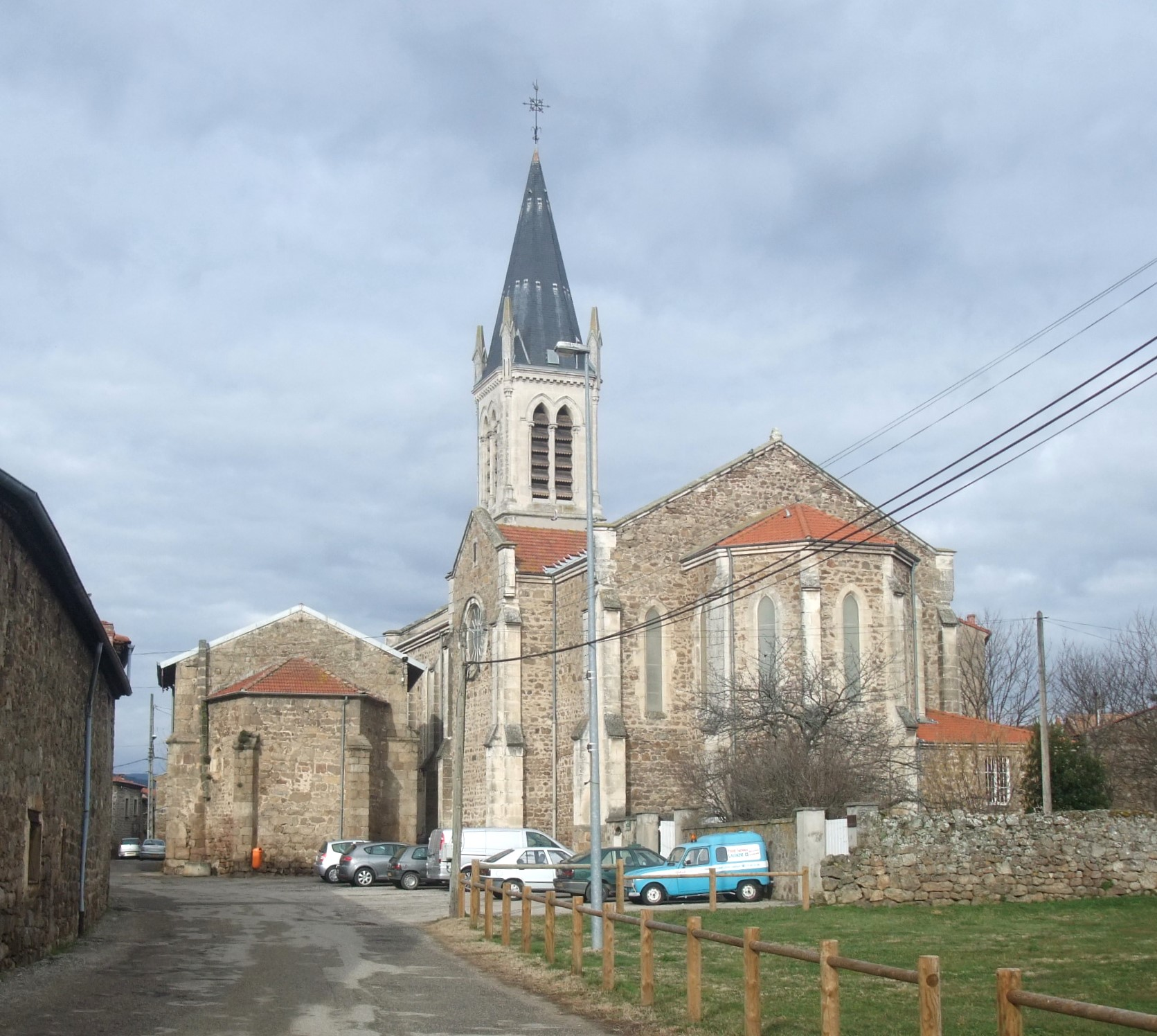
Le chœur de l'ancienne église a été conservé, à côté du nouvel édifice.

- 1906 : Inventaire de l’église dans le cadre de la Loi de séparation des Églises et de l'État. L'opération se déroule au moment de la messe, à 8 heures, dans une atmosphère tendue mais sans violence physique (3 mars).
- 1957 : Électrification de l’horloge du clocher.
- 1968 : Remise en état de la toiture.
- 1971 : Mise en valeur des façades et du clocher par un éclairage nocturne.
- 1979 : Rénovation du clocher.
- 1981 : Électrification et automatisation de la sonnerie des cloches.
- 1986 : Campagne de travaux : consolidation des piliers, rénovation et réaménagement intérieur.
- 1994 : La paroisse de Vernosc-lès-Annonay et les autres paroisses catholiques de la banlieue d’Annonay (sauf Roiffieux) forment l’« Ensemble Inter Paroissial d'Annonay - rural ».
- 2003 : Création de la paroisse « Saint-Christophe-lès-Annonay », par fusion des paroisses catholiques existantes (1er janvier) [1].
- 2021 : Création de la paroisse « Bienheureux Gabriel Longueville » du Bassin d'Annonay par fusion des paroisses « Sainte-Claire » d’Annonay, de Roiffieux et de La Vocance et « Saint-Christophe lès Annonay » (1er mai) [2].

## Description générale
Composée d’un clocher sur la façade principale surmontant le portail d’entrée, l’église est à trois nef voûtées en croisées d’ogive. Son plan est celui d’une croix latine .

## Vocable
Le pape Grégoire Ier dit le Grand est le patron de cette église.

## Visite de l'édifice

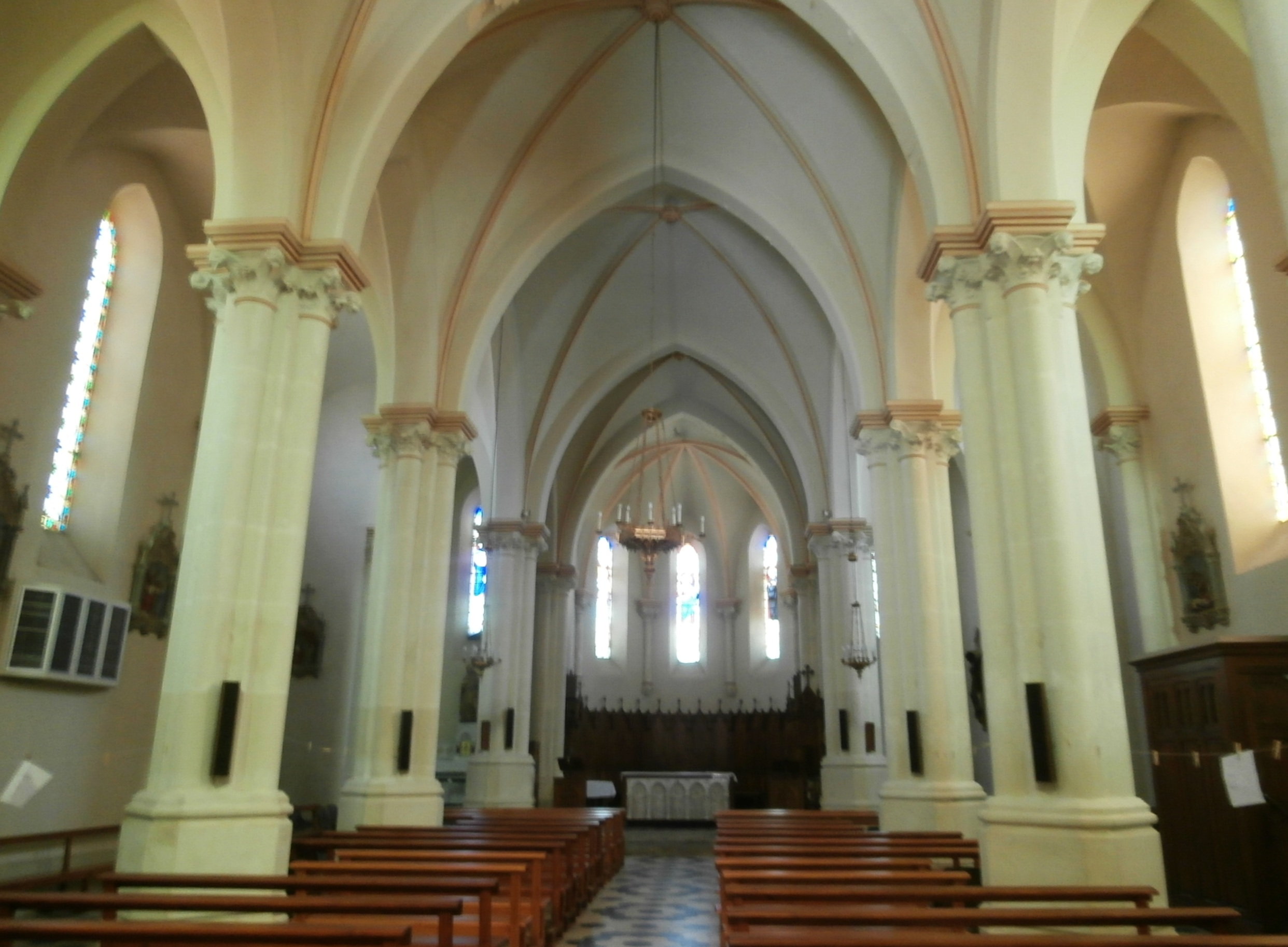
Intérieur

### Le sanctuaire
Plusieurs éléments aux fonctions liturgiques précises : 
- le siège de présidence.
- la Croix du Christ.
- l’ambon.
- l’autel.
- le tabernacle.

En l’église de Vernosc-lès-Annonay, l’ambon, l’autel et le tabernacle ont été réalisés par des artisans locaux en 1986 à partir d’éléments de l’ancien maître-autel et de la chaire.

### Vitraux

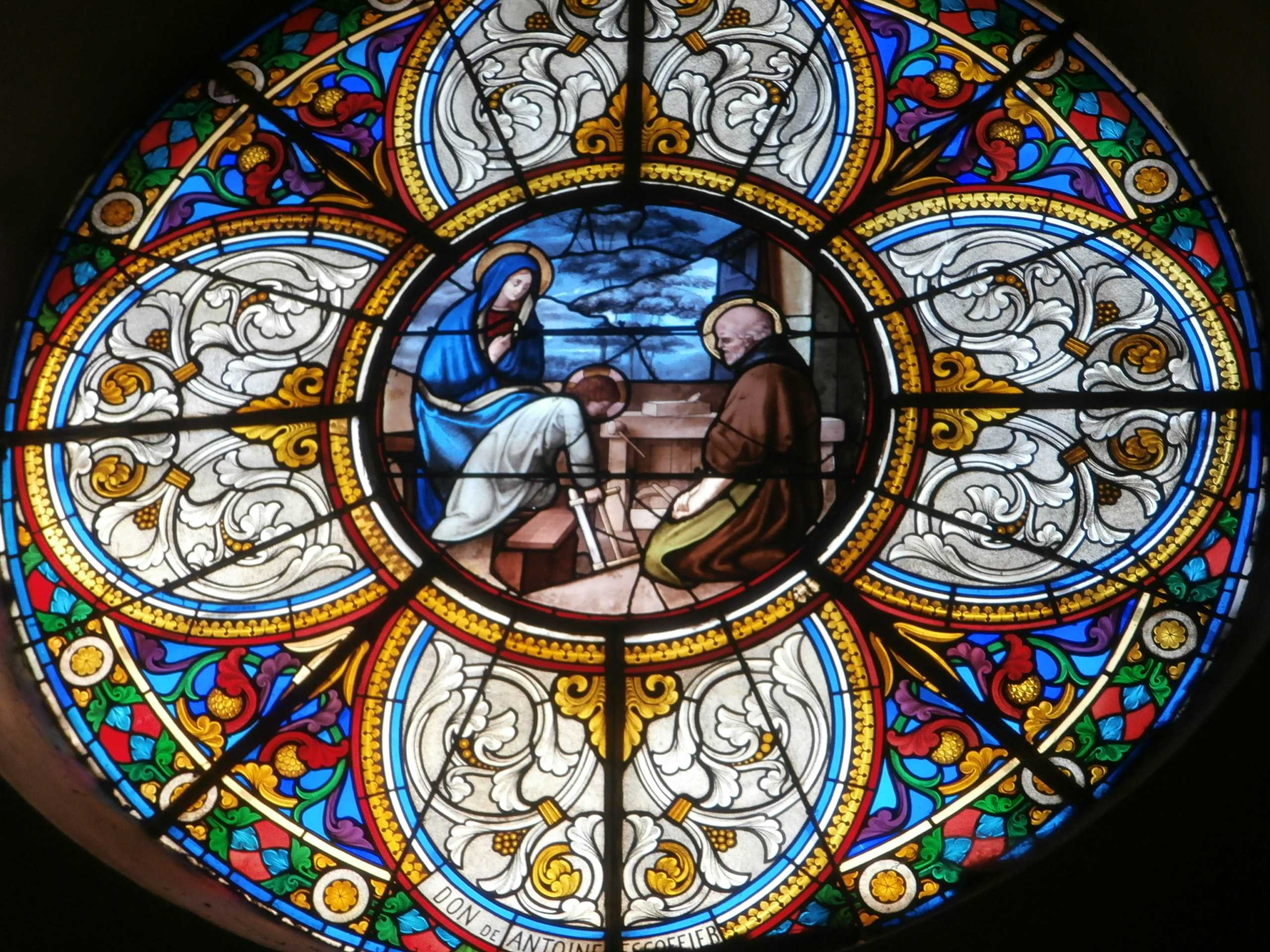
La Sainte Famille

Les vitraux sont contemporains de la construction de l’église. Ils portent la signature du vitrailliste Baron et leur lieu et année de création : Lyon, 1884.
Les vitraux de l’abside, très lumineux au soleil levant, représentent au centre : Le Sacré Cœur. À gauche nous trouvons : Saint François Régis, un saint très populaire en Ardèche puisque vénéré à Lalouvesc, village visible depuis Vernosc-les-Annonay car situé à environ 40 km au sud-ouest de l’église. À droite : Saint Grégoire, patron de l’église.
Dans les chapelles latérales, nous trouvons des portraits en pied :  La Sainte Vierge  et Sainte Anne.
Les deux oculi du transept figurent : Le Baptême du Christ et La Sainte Famille.

### Sculptures

#### Statues
Plusieurs statues décorent l'église :
- Saint Pierre,
- Saint Jean-Baptiste,
- Saint Antoine de Padoue,
- Sainte Thérèse de l’Enfant-Jésus,
- Le Sacré Cœur.

À elles s’ajoutent deux autres statues (deuxième moitié du XIXe siècle ?) :
- Saint Joseph,
- La Vierge et l’Enfant.

#### Chapiteaux
Certains chapiteaux représentent de curieux visages humains à la place de motifs floraux.

#### Chemin de croix
Le Chemin de Croix rappelle différents épisodes en quatorze stations du premier vendredi saint : la Passion du Christ. Ici, polychrome, il date du XIXe siècle.

#### Girouette
La croix sommitale du clocher est surmontée d'une girouette en forme de dragon.

### Autres éléments
- Une vitrine protège la crosse qu’utilisa Mgr Charles François d'Aviau du Bois de Sanzay (1736-1826), archevêque de Vienne pour procéder aux célébrations clandestines à la fin de Révolution. Pour plus de discrétion, c'est une simple branche décorée, assimilable à un bâton qu'utilisait les bergers de l'époque.
- Une plaque de marbre gravée rappelle l’exécution durant la Terreur des religieuses : 
  - Sœur Sainte Croix - Antoinette Vincent, 63 ans, supérieure, native de Burdignes (Loire),
  - Sœur Toussaint - Marianne Seignovert, 40 ans, originaire d’Empurany,
  - Sœur Madeleine - Madeleine Dumoulin de Sainte-Sigolène (Haute-Loire), 31 ans,

et de leur protégé : le Père Barthélémy Montblanc, vicaire de Givors (Rhône), âgé de 34 ans.

### Cloches
Le clocher abrite trois cloches :
- La « grande cloche » s’appelle  Marie Louise Étienne Grégoire et pèse 900 kg.
- La « cloche moyenne », d’un mètre de diamètre à sa base, pèse 600 kg. Elle a été fondue en 1838 et restaurée en 2004. Son nom est Marie Joseph Philomène
- La « petite cloche » pèse 250 kg[4].

Le dernier « clocheron » ayant sonné manuellement ces cloches fut Henri Grenouillat (1920 - 2013), connu localement sous le surnom de « Ricou ».

## Chronologie des curés

### ? – 1994
Un curé, non résidant à partir de 1989, aidé parfois d'un vicaire a la charge de la paroisse dont le territoire correspond approximativement à celui de la commune à laquelle s'ajoutera une partie du territoire communal de Thorrenc à partir de 1966.

### 1994 – 2003
Une équipe presbytérale dont les membres sont « curés in solidum » (responsables solidairement) a la charge de l’ensemble des paroisses catholiques de la banlieue d’Annonay (ensemble inter-paroissial d'Annonay - rural).

### 2003 – 2021
Avec la création de la paroisse Saint-Christophe dont le territoire comprend la banlieue d'Annonay, à l'exception de Roiffieux et de la vallée de La Vocance, une équipe d’animation pastorale (E.A.P.) composée de laïcs en mission et de prêtres nommés « curés in solidum » à la charge de la paroisse nouvelle.

### Depuis 2021
Avec la création de la paroisse « Bienheureux Gabriel Longueville » dont le territoire correspond au bassin de vie d'Annonay, une équipe d’animation pastorale (E.A.P.) présidée par un prêtre nommé « curé » à la charge de la paroisse nouvelle.